# 皮拉米德角
皮拉米德角（英語：Pyramid Point），是南極洲的海岬，位於南喬治亞群島，處於普賴德角以南的埃爾塞胡爾灣東部，在1929年由英國海軍繪入地圖，由英國海外領土管轄。